# Dolichopeza (Dolichopeza) tyilye
Dolichopeza (Dolichopeza) tyilye is een tweevleugelige uit de familie langpootmuggen (Tipulidae). De soort komt voor in het Australaziatisch gebied.